# Jan Rovenský
Jan Rovenský (* 1975, Plzeň) je český ekologický aktivista.
Od roku 1992 se věnuje ochraně přírody a v roce 1997 se stal v Plzni vedoucím Centra pro podporu občanů organizace Děti Země. V roce 1998 začal studovat právnickou fakultu Západočeské univerzity v Plzni, kterou nedokončil. V letech 2004 až 2005 byl zaměstnán na správě CHKO Broumovsko. Od roku 2005 působí jako vedoucí energetické kampaně Greenpeace Česká republika.
Byl členem Rady vlády pro energetickou a surovinovou strategii a je (stav k srpnu 2022) členem Výboru pro limity těžby a životní prostředí zastupitelstva města Litvínova. Po část roku 2019 a 2020 byl členem vládní uhelné komise.